# Molestowice
Molestowice is een plaats in het Poolse district  Opolski (Opole), woiwodschap Opole. De plaats maakt deel uit van de gemeente Niemodlin en telt 100 inwoners.